# Шумське городище
Шу́мське городи́ще — язичницьке городище, розташоване в Житомирському районі Житомирської області, неподалік від урочища Шумськ, на березі річки Гнилоп'ять. Дослідники (зокрема І. П. Русанова) датують Шумське городище IX століттям і приписують його створення або деревлянам, або представникам Празької археологічної культури.
До 1964 року на території Шумського городища розташовувалось невелике селище, яке було знесене для створення військового полігону у 1952. Власне під час знесення було виявлено хрестоподібне святилище. Про селище через роки нагадує лише старе заросле кладовище.

## Опис
На території городища розташоване поглиблення хрестоподібної форми з плоским дном і вертикальними стінками, орієнтоване по лінії північ-південь. Розміри цього поглиблення становить 14,2 на 11 м, глибина 40—50 см. У центрі розташована велика стовпова яма, заповнена камінням і оточена іншими стовбовим ямами та камінням. Судячи з виявленого попелу, в центрі поглиблення розводили вогонь.
Поблизу виявлений могильник зі спаленими трупами, що мав вигляд обмеженого невеликим ровом круглого майданчика (діаметром 5 м), з пропеченою поверхнею і шаром вугілля завтовшки близько 50 см.
На сусідньому (вздовж по берегу) мисі річки Гнилоп'яті виявлений один житловий будинок та господарські споруди. Будинок цей, судячи з усього, належав жерцеві.
На території городища виявлена кераміка IX–X ст., кремнієвий наконечник стріли, перепалені кістки бика і птахів.

## Функції
На думку істориків, приблизно в цих місцях проходила південна межа території деревлян. Щодо функції та призначення городища І. П. Русановою висловлено припущення, що тут свого часу було проведено урочистий одноразовий обряд, присвячений якійсь події.